# Персей Македонски
Вижте пояснителната страница за други личности с името Персей.
Персей (на гръцки: Περσεύς) е последният цар на Древна Македония (от 179 до 168 г. пр. Хр.) и последният от династията Антигониди.

## Произход и ранни години
Персей е син и наследник на цар Филип V. Роден е през 213 г. пр. Хр. Древните автори го представят като незаконен син на царя от конкубина, а някои, следвайки антимакедонската пропаганда от времето на Третата римско-македонска война, твърдят, че изобщо не е от Филип. Предполага се, че майка му е Поликратия, бивша съпруга на ахейския стратег Арат Младия.
Известията за Персей до възцаряването му са откъслечни. През 200 г. пр. Хр., докато е още в момчешка възраст, царят му поверява охраната на западната граница на Македония срещу илирите. През 189 г. пр. Хр., когато Филип воюва на страната на Рим против етолийците, Персей ръководи неуспешна обсада на Амфилохия.
През 182 г. пр. Хр. Персей взима съпруга от бастарните – силен народ, съюзът с който служи на Филип V да подсигури царството си срещу северните си съседи, дарданите.
През последните години от царуването на Филип V по-младият брат на Персей – Деметрий, се издига като съперник за наследството на стария цар с неприкритата подкрепа на Рим. По внушение на Персей и за да не допусне да го наследи римски поставеник, Филип нарежда Деметрий да бъде убит.

## Управление до войната с Рим
Персей наследява Филип V през 179 г. пр. Хр. Скоро след това сапеите нахлуват източните предели на Македония и завладяват планината Пангей, важна заради златните си рудници. Персей разбива нашествениците и прогонва водача им Абруполис от собствените му владения. Следват още успешни походи в Тракия и победа над траките в покрайнините на Византион.
В началото на царуването си Персей си печели популярност като опрощава дълговете към държавата и дава амнистия на изгнаниците, прокудени заради провинения срещу баща му. Извън Македония му се налага да използва сила, за да задържи в подчинение долопите, жители на южна Тесалия, които се разбунтуват през 174 г. пр. Хр.
По време на походите си в Тракия Персей печели за съюзник одриския владетел Котис, който по-късно го подкрепя във войната с римляните. В Елада негови съюзници стават беотийците, но ахейците отхвърлят постъпките му, уплашени от възможната реакция на Рим. На изток, към 178 г. пр. Хр., Персей се сродява с двама елинистически владетели – на Прусий, царя на Витиния, дава сестра си Апама за жена, а сам, скоро след смъртта на първата си съпруга, се жени за Лаодика, дъщеря на сирийския владетел Селевк IV Филопатор.

## Борба с Рим и кончина
Още при възцаряването си Персей изпраща посланици в Сената, чрез които подновява договора на баща си Филип V за приятелски отношения с Рим. Но значителното военно, икономическо и дипломатическо израстване на Македония през първите години от царуването му я превръща в опасен съперник за хегемонията на Рим източно от Адриатика и води до избухването на Третата македонска война.
В хода на тази война Персей предвожда лично македонските войски при победите край Калиник (в Тесалия, през 171 г. пр. Хр.) и край Ускана (в Илирия, през 170 г. пр. Хр.). Въпреки тези успехи, той не рискува открит сблъсък с мощната римска армия и отстъпва от Тесалия, а след това и от Темпейския проход. Едва след като римляните прекосяват река Елпей и навлизат по-дълбоко в същинска Македония, Персей им дава решителна битка при Пидна. В тази битка на 22 юни 168 г. пр. Хр. македонската армия е разгромена от римските легиони и бойни слонове. Самият Персей е ранен и се спасява с бягство.
След поражението Персей бяга с малка свита първо в Амфиполис, а след това на свещения остров Самотраки. Изоставен от приближените си, той е блокиран от римската флота и принуден да се предаде, след като римляните залавят децата му. През 167 г. пр. Хр. Персей е отведен в Рим и принуден да краси триумфа на своя победител Луций Емилий Павел. Интерниран е в Алба Фуценс, където умира пет години по-късно.
За смъртта на Персей са известни две версии. Според едната той слага край на живота си като се подлага доброволно на глад. Според другата бившият македонски цар е докаран до лудост от пазачите му, които умишлено го лишават от сън.

## Потомци
Според Ливий и историци от по-ново време, престолонаследникът Филип, който също е пленен след Пидна, е брат на Персей, когото царят осиновява. Според други изследователи Филип е ро̀ден син на Персей от селевкидската принцеса Лаодика.
Със сигурност деца на Персей са Александър и неизвестна по име дъщеря. Двамата са по-млади от Филип и се предполага, че са от Лаодика.